# Montanha d'Estanh Long
La Montanha d'Estanh Long és una serra situada al municipi de Bossòst a la comarca de la Vall d'Aran, amb una elevació màxima de 2.519 metres.